# Laons
Laons – miejscowość i gmina we Francji, w Regionie Centralnym, w departamencie Eure-et-Loir.
Według danych na rok 1990 gminę zamieszkiwały 523 osoby, a gęstość zaludnienia wynosiła 33 osoby/km² (wśród 1842 gmin Centre, Laons plasuje się na 665. miejscu pod względem liczby ludności, natomiast pod względem powierzchni na miejscu 845.).